# Сив сврачков дрозд
Сив сврачков дрозд (Colluricincla harmonica) е вид птица от семейство Pachycephalidae.

## Разпространение
Видът е разпространен в Австралия, Индонезия и Папуа Нова Гвинея.